# Condensatore (elettrotecnica)
Il condensatore è un componente elettrico che ha la capacità di immagazzinare l'energia elettrostatica associata a un campo elettrostatico. È formato da due conduttori detti armature, separati da un materiale isolante chiamato dielettrico.

Illustrazione di un condensatore a piastre parallele. Si introduce spesso un materiale dielettrico tra le piastre, per aumentare la capacità di immagazzinamento.

## Storia
Alessandro Volta intorno al 1780 compì numerosi esperimenti sull'elettricità. In uno di questi, notò che lo scudo carico di un elettroforo perpetuo, appoggiato sulla superficie di alcuni materiali scarsamente conduttori, anziché dissipare la propria elettricità la conserva meglio che isolato in aria. Si convinse allora che l'afflusso di carica sulla superficie prossima a quella dello scudo richiama carica sulla superficie affacciata di quest'ultimo. Due dischi metallici, delle stesse dimensioni, così che uno può essere sovrapposto all'altro, in modo da combaciare perfettamente, compongono quello che Volta stesso chiama "condensatore di elettricità".

## Leggi fisiche
Nella teoria dei circuiti il condensatore (indicato abitualmente con C) è un componente ideale che può mantenere la carica e l'energia accumulata all'infinito. Nei circuiti in regime sinusoidale permanente la corrente che attraversa un condensatore ideale risulta in anticipo di un quarto di periodo rispetto alla tensione che è applicata ai suoi morsetti.
Un condensatore è generalmente realizzato da una coppia di conduttori (armature o piastre) separati da un isolante (dielettrico). Le cariche, immagazzinate sul bordo delle piastre a contatto con il dielettrico, si attraggono reciprocamente dato che sono di segno opposto, e questo permette loro di non disperdersi e quindi di conservarsi potenzialmente all'infinito (anche se nella realtà ciò non sarebbe possibile a causa di correnti parassite, campi magnetici ecc...). Quindi all'esterno si avrà un campo elettrico pari a zero a causa dei due campi, uno positivo e uno negativo, che hanno per l'appunto stesso modulo ma segno (verso) opposto, mentre all'interno del dispositivo due volte il campo elettrico perché entrambi i campi, sia quello positivo sia quello negativo, hanno stesso modulo e stesso verso. L'energia elettrostatica che il condensatore accumula si localizza nel materiale dielettrico che è interposto fra le armature.

### Condensatore lineare

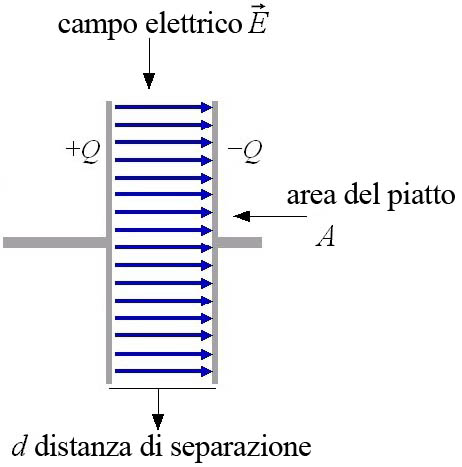
Struttura di un condensatore lineare

Se si applica una tensione elettrica alle armature, le cariche elettriche si separano e si genera un campo elettrico all'interno del dielettrico. L'armatura collegata al potenziale più alto si carica positivamente, negativamente l'altra. Le cariche positive e negative sono uguali e il loro valore assoluto costituisce la carica {\displaystyle Q} del condensatore. La carica è proporzionale alla tensione applicata ({\displaystyle Q=C\Delta V}) e la costante di proporzionalità è una caratteristica di quel particolare condensatore che si chiama "capacità elettrica" e si misura in farad:
{\displaystyle C={\frac {Q}{\Delta V}}}
Ossia la capacità è uguale al rapporto tra la carica elettrica fornita {\displaystyle Q} e la tensione elettrica applicata {\displaystyle \Delta V}. La capacità di un condensatore piano (armature piane e parallele) è proporzionale al rapporto tra la superficie S di una delle armature e la loro distanza {\displaystyle d}. La costante di proporzionalità è una caratteristica dell'isolante interposto e si chiama permittività elettrica assoluta e si misura in farad/m.
La capacità di un condensatore piano a facce parallele è quindi:
{\displaystyle C=\varepsilon \cdot {\frac {S}{d}}}
dove {\displaystyle C} è la capacità in farad, {\displaystyle \varepsilon } la permettività elettrica assoluta dell'isolante in farad su metro, {\displaystyle S} la superficie delle due armature in metri quadrati e {\displaystyle d} la distanza fra le armature in metri.
In figura non sono rappresentati i cosiddetti "effetti di bordo" ai confini delle facce parallele dove le linee di forza del campo elettrico da una faccia all'altra non sono più rettilinee ma via via più curve.

### Energia immagazzinata
L'energia immagazzinata in un condensatore è pari al lavoro fatto per caricarlo. Si consideri, ora, un condensatore con capacità {\displaystyle C} (costante al variare della carica) con carica {\displaystyle +q} su una piastra e {\displaystyle -q} sull'altra. Per muovere un piccolo elemento di carica {\displaystyle \operatorname {d} q} da una piastra all'altra sotto l'azione della differenza di potenziale {\displaystyle v(q)={\frac {q}{C}}} (che varia al variare della carica sulle piastre), il lavoro necessario è {\displaystyle \operatorname {d} W}:
{\displaystyle \operatorname {d} W=v\operatorname {d} q={\frac {q}{C}}\,\operatorname {d} q}
Integrando questa equazione, infine, si può determinare l'energia potenziale {\displaystyle U} immagazzinata dal condensatore. Gli estremi dell'integrazione saranno {\displaystyle 0}, ovvero un condensatore scarico, e {\displaystyle Q=C\Delta V}, ovvero la carica immessa sui piatti del condensatore per arrivare ad una differenza di potenziale finale {\displaystyle V}:
{\displaystyle W=\int _{0}^{Q}{\frac {q}{C}}\,\operatorname {d} q={\frac {1}{2}}{\frac {Q^{2}}{C}}={\frac {1}{2}}C\,(\Delta V)^{2}={\frac {1}{2}}Q\,\Delta V=U}

#### Forze sulle armature e sul dielettrico
Le due piastre del condensatore sono caricate con cariche di segno opposto, quindi esiste una forza attrattiva {\displaystyle {\vec {F}}} tra di esse. Il modulo di questa forza è direttamente proporzionale all'energia {\displaystyle U} immagazzinata nel condensatore e inversamente proporzionale alla distanza {\displaystyle d} fra le piastre:
{\displaystyle |{\vec {F}}|={\frac {U}{d}}\,.}
Questo risultato vale sia nel caso in cui il condensatore sia collegato a un circuito esterno che mantenga costante la tensione fra le piastre, che nel caso in cui il condensatore sia isolato e sia costante la carica sulle piastre.
La capacità di un condensatore aumenta se fra le piastre viene inserito un dielettrico con una buona costante dielettrica. In tal caso, se il condensatore è isolato e la carica rimane costante, l'energia immagazzinata nel condensatore scende e questa energia fornisce il lavoro necessario per "risucchiare" il dielettrico dentro il condensatore. Una lastra di dielettrico che si inserisce esattamente nello spazio tra le piastre viene risucchiata con una forza {\displaystyle F} non costante che dipende dalla lunghezza {\displaystyle x} della porzione di lastra già entrata fra le piastre. È facile dimostrare che tale forza è:
{\displaystyle F={\frac {U_{0}}{\ell }}{\frac {\varepsilon _{r}-1}{[1+(x/\ell )(\varepsilon _{r}-1)]^{2}}}}
Dove {\displaystyle \varepsilon _{r}} è la costante dielettrica relativa della lastra, {\displaystyle U_{0}} è l'energia nel condensatore all'inizio dell'inserzione ({\displaystyle x=0}) e {\displaystyle \ell } è la corsa del dielettrico (ovvero per {\displaystyle x=\ell } il dielettrico è completamente inserito). La situazione cambia se il dielettrico è inserito mentre il condensatore è collegato a un circuito che mantenga costante la tensione tra le piastre. In tal caso la forza di risucchio rimane costante e non dipende da x e vale:
{\displaystyle F={\frac {U_{0}(\varepsilon _{r}-1)}{\ell }}}

## Componenti circuitali
Il condensatore è un componente di grande importanza e utilizzo all'interno dei circuiti elettrici. Nel seguito si espone il suo comportamento sia in corrente continua sia in corrente alternata.

### Equazione caratteristica
Dal momento che gli elettroni non possono passare direttamente da una piastra all'altra attraverso il dielettrico che le separa, il condensatore costituisce una discontinuità elettrica nel circuito: quando viene applicata una differenza di potenziale a un condensatore utilizzando un generatore, le due armature si caricano di una quantità {\displaystyle Q} uguale in modulo, ma di segno opposto indotta da un'armatura all'altra. Se la differenza di potenziale è variabile nel tempo si produce inoltre una corrente virtuale indotta, detta corrente di spostamento. Nel dielettrico si assiste al fenomeno della polarizzazione: le cariche si dispongono a formare un dipolo elettrico.

Sapendo che la differenza di potenziale tra le armature è direttamente proporzionale alla carica accumulata su di esse e inversamente proporzionale alla capacità del dispositivo, si ottiene che l'espressione per la tensione è:
{\displaystyle v(t)={\frac {q(t)}{C}}={\frac {1}{C}}\int _{t_{0}}^{t}i(\tau )\mathrm {d} \tau +v(t_{0})}.
prendendo la derivata e moltiplicando per la capacità C si ottiene l'espressione per la corrente:
{\displaystyle i(t)={\frac {\mathrm {d} q(t)}{\mathrm {d} t}}=C{\frac {\mathrm {d} v(t)}{\mathrm {d} t}}}.
Questa formula equivale alla definizione fisica di corrente di spostamento scritta in termini di potenziale variabile nel tempo anziché in termini di campo elettrico variabile nel tempo. Le due precedenti espressioni costituiscono le relazioni costitutive del condensatore in un circuito elettrico.
Se scriviamo {\displaystyle V} come {\displaystyle V=Ed}, valida per un condensatore piano, si nota che il campo {\displaystyle E} indotto sulle facce del condensatore diminuisce all'aumentare della distanza {\displaystyle d} tra le armature, e quindi è inversamente proporzionale alla capacità elettrica {\displaystyle C}: la capacità indica quindi un accumulo di energia elettrica nel condensatore stesso.

### Funzionamento in serie e in parallelo

Condensatori in parallelo

Condensatori in serie

Quando si collegano {\displaystyle n} condensatori in parallelo su ognuno di essi si misura la stessa caduta di tensione. La capacità equivalente {\displaystyle C_{eq}} è quindi data dalla formula:
{\displaystyle C_{eq}=\sum _{i=1}^{n}C_{i}=C_{1}+C_{2}+\cdots +C_{n}}
Quando si collegano {\displaystyle n} condensatori in serie, attraverso ognuno di essi passa la stessa carica istantanea (in regime dinamico, la stessa corrente), mentre la caduta di tensione è differente da condensatore a condensatore; in particolare, essendo {\displaystyle Q=CV}, a parità di {\displaystyle Q} la tensione maggiore è localizzata ai morsetti della capacità minore. La capacità equivalente totale {\displaystyle C_{eq}} è pertanto definita dalla seguente relazione:
{\displaystyle C_{eq}={\frac {1}{\sum \limits _{i=1}^{n}{\frac {1}{C_{i}}}}}={\frac {1}{{\frac {1}{C_{1}}}+{\frac {1}{C_{2}}}+\cdots +{\frac {1}{C_{n}}}}}}

### Comportamento in regime costante

Circuito di carica di un condensatore

In regime di tensione costante (o corrente costante, indicato con la sigla DC), il condensatore si carica nel transitorio e a regime raggiunge una situazione di equilibrio dove la carica sulle armature corrisponde esattamente alla caduta di potenziale V applicata moltiplicata per la capacità {\displaystyle C} secondo la relazione {\displaystyle Q=CV}; in tal caso, a regime, il condensatore si comporta come un 'circuito aperto' ovvero interrompe ogni flusso di corrente all'interno del circuito (se però la tensione applicata supera il valore di rigidità dielettrica del dielettrico, la 'rottura' di quest'ultimo provoca il rilascio impulsivo di corrente elettrica e il condensatore si scarica quasi istantaneamente comportandosi come un semplice resistore). Al cessare dell'eccitazione sul circuito l'energia elettrica accumulata nel condensatore torna a scaricarsi sotto forma di corrente elettrica rilasciata nel circuito.
Un circuito RC composto da un resistore e un condensatore in serie a un generatore che fornisce una differenza di potenziale {\displaystyle V_{0}} è detto circuito di carica.
Posto il condensatore inizialmente scarico, segue dalle leggi di Kirchhoff:
{\displaystyle V_{0}=V_{R}(t)+V_{C}(t)=i(t)R+{\frac {1}{C}}\int _{0}^{t}i(\tau )\mathrm {d} \tau .}
derivando e moltiplicando per {\displaystyle C} si ottiene l'equazione differenziale ordinaria del primo ordine:
{\displaystyle RC{\frac {\mathrm {d} i(t)}{\mathrm {d} t}}+i(t)=0.}
A {\displaystyle t=0}, la tensione ai capi del condensatore è nulla e la tensione ai capi della resistenza è {\displaystyle V_{0}}. La corrente iniziale è dunque {\displaystyle i(0)={\frac {V_{0}}{R}}}, ossia la corrente nel resistore, pertanto:
{\displaystyle i(t)={\frac {V_{0}}{R}}e^{-{\frac {t}{\tau }}}}
dove {\displaystyle \tau =RC} è la costante di tempo del sistema;
Infine, sostituendo nella relazione {\displaystyle V_{0}=V_{R}(t)+V_{C}(t)=Ri(t)+V_{C}(t)}, si ottiene per {\displaystyle v(t)}:
{\displaystyle v(t)=V_{0}\left(1-e^{-{\frac {t}{\tau }}}\right)}
La precedente relazione rappresenta la legge di carica di un condensatore, che ha dunque un andamento esponenziale, e con lo stesso ragionamento si ottengono le equazioni di scarica di un condensatore.
La relazione della costante di tempo del sistema {\displaystyle \tau =RC} può essere utilizzata per misurare la capacità di un condensatore.

### Comportamento in regime sinusoidale
In regime di tensione a corrente alternata (AC) questa induce invece variazioni di potenziale in corrispondenza delle quali le armature si caricano e si scaricano in continuazione per induzione elettrostatica generando ai suoi capi una corrente variabile (alla stessa frequenza dell'eccitazione) che circola poi nel circuito. Considerata allora un tensione alternata:
{\displaystyle v_{C}(t)={V_{C}}_{\max }\cos(\omega t+\phi _{v_{C}})}
allora data la relazione costitutiva del condensatore:
{\displaystyle i_{C}(t)=C{\frac {\operatorname {d} v_{C}(t)}{\operatorname {d} t}}}
segue che la corrente sul condensatore è pari a:
{\displaystyle i_{C}(t)=C{V_{C}}_{\max }\omega \cos {\Big (}\omega t+\phi _{v_{C}}+{\pi  \over 2}{\Big )}}
Il modulo della corrente sul condensatore allora è {\displaystyle {I_{C}}_{\max }=\omega C{V_{C}}_{\max }} mentre la fase è {\displaystyle \phi _{i_{C}}=\phi _{v_{C}}+{\tfrac {\pi }{2}}}.
Passando al dominio dei fasori, dove {\displaystyle j} è l'unità immaginaria, allora {\displaystyle {\bar {V}}_{C}=V_{C}e^{j\phi _{v_{C}}}} e {\displaystyle {\bar {I}}_{C}=I_{C}e^{j\phi _{i_{C}}}=\omega CV_{C}e^{j(\phi _{v_{C}}+{\frac {\pi }{2}})}}è possibile determinare l'impedenza capacitiva:
{\displaystyle {\bar {Z}}_{C}={{\bar {V}}_{C} \over {\bar {I}}_{C}}={V_{C}e^{j\phi _{v_{C}}} \over \omega CV_{C}e^{j(\phi _{v_{C}}+{\frac {\pi }{2}})}}={1 \over j\omega C}}
A meno di fenomeni parassiti di dissipazione comunque presenti nei casi reali, il condensatore ideale ha dunque impedenza puramente immaginaria. La parte immaginaria dell'impedenza è detta reattanza capacitiva e rappresenta la sua capacità del dispositivo di immagazzinare energia elettrica.
{\displaystyle X_{C}={\frac {-1}{\omega C}}={\frac {-1}{2\pi fC}}}
La reattanza può essere considerata come analoga a una sorta di resistenza che il condensatore oppone alla corrente e dipende dalla frequenza della AC. Si osserva inoltre che:
- La reattanza è inversamente proporzionale alla frequenza. Questo a conferma di quello detto sopra e cioè quando ci troviamo in presenza di alimentazione DC abbiamo frequenze nulle {\displaystyle (f=0)}; questo porta ad avere dei valori di reattanza teoricamente infiniti. Una reattanza infinita si può vedere come un interruttore aperto che non fa circolare corrente;
- Ad alte frequenze la reattanza è così piccola da poter essere tranquillamente trascurata nell'eseguire i calcoli.

La reattanza è così chiamata poiché il condensatore non dissipa potenza, ma semplicemente accumula energia per poi rilasciarla nel transitorio finale. Nei circuiti elettrici, come in meccanica, il condensatore costituisce un carico reattivo, dal momento che immagazzina l'energia e la rilascia alla fine, "reagendo" così alle variazioni di tensione nel circuito. È anche significativo che l'impedenza sia inversamente proporzionale alla capacità, a differenza dei resistori e degli induttori per cui le impedenze sono linearmente proporzionali a resistenza e induttanza rispettivamente.
In un circuito sintonizzato, come un radio ricevitore, la frequenza selezionata è una funzione della serie tra l'induttanza {\displaystyle L} e la capacità {\displaystyle C}:
{\displaystyle f={\frac {1}{2\pi {\sqrt {LC}}}}}
Questa è la frequenza alla quale si trova la risonanza in un circuito RLC.

### Qualità del componente
Come descritto sopra, la reattanza del condensatore fa sì che la corrente sia sfasata in anticipo di {\displaystyle 90^{\circ }} rispetto alla tensione. Tuttavia, vari fattori di perdita fanno sì che questo angolo sia leggermente inferiore al caso ideale di 90°. Viene definito di conseguenza l'angolo {\displaystyle \delta } dato dalla differenza tra i 90° ideali e il reale angolo di sfasamento {\displaystyle \phi }. Nelle specifiche tecniche di alcuni condensatori possono esservi due parametri: cos {\displaystyle \phi } e/o tan {\displaystyle \delta }. Entrambi tendono a {\displaystyle 0} per {\displaystyle \phi } che tende al valore ideale di {\displaystyle 90^{\circ }}, quindi quanto più sono piccoli, tanto migliore è la qualità del condensatore;
{\displaystyle \tan \delta } è anche detto fattore di dissipazione DF e rappresenta il rapporto tra i moduli delle correnti resistiva e reattiva a una certa frequenza (tipicamente 1 kHz).
{\displaystyle DF=\tan {\delta }={\frac {|I_{r}|}{|I_{xc}|}}}

## Applicazioni
Il condensatore ha molte applicazioni, principalmente nei campi dell'elettronica e dell'elettrotecnica.
Caratteristiche fondamentali da tenere presenti nelle applicazioni di condensatori sono la capacità e la tensione di lavoro.

### Elettrotecnica

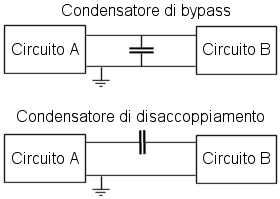
Applicazioni del condensatore

I condensatori di rifasamento hanno lo scopo, riducendo la reattanza di un bipolo elettrico e abbassando lo sfasamento fra corrente e tensione alternate (vedi potenza reattiva), di abbassare la corrente assorbita dal bipolo stesso con evidenti vantaggi sugli impianti elettrici in generale. A tal fine vengono collegati in parallelo allo stesso, formando un circuito LC accordato sulla frequenza della tensione di alimentazione. Essi possono essere impiegati per bilanciare la reattanza induttiva dei grandi motori elettrici (rifasamento industriale) o per compensare la potenza reattiva circolante sulle reti di trasmissione e di distribuzione (rifasamento di rete). Per tali impieghi vengono installati banchi trifase di condensatori, dove ogni fase è formata da più unità capacitive.
Vengono, inoltre usati come condensatori di avviamento e condensatori di fase per permettere la partenza dei motori asincroni bifase alimentati da reti monofase, che presenterebbero, senza di essi, una coppia di spunto uguale a zero. In tal caso il condensatore, sfasando la corrente di 90 gradi rispetto alla tensione, alimenta un avvolgimento ausiliario: si forma un campo magnetico rotante con coppia motrice diversa da zero, permettendo quindi l'avviamento del motore. Una volta avviato si può rimuovere l'alimentazione a quella fase (avvolgimento della seconda fase e condensatore) del motore, nei sistemi automatizzati viene utilizzato un interruttore/disgiuntore centrifugo o elettromagnetico.

### Elettronica
Nei circuiti elettronici, il condensatore è utilizzato per la sua peculiarità di lasciar passare le correnti variabili nel tempo, ma di bloccare quelle costanti: tramite un condensatore si può fare in modo di unire o separare a volontà i segnali elettrici e le tensioni di polarizzazione dei circuiti, usando i condensatori come bypass o come disaccoppiamento. Un caso particolare di condensatore di bypass è il condensatore di livellamento, usato nei piccoli alimentatori.

## Tipologie

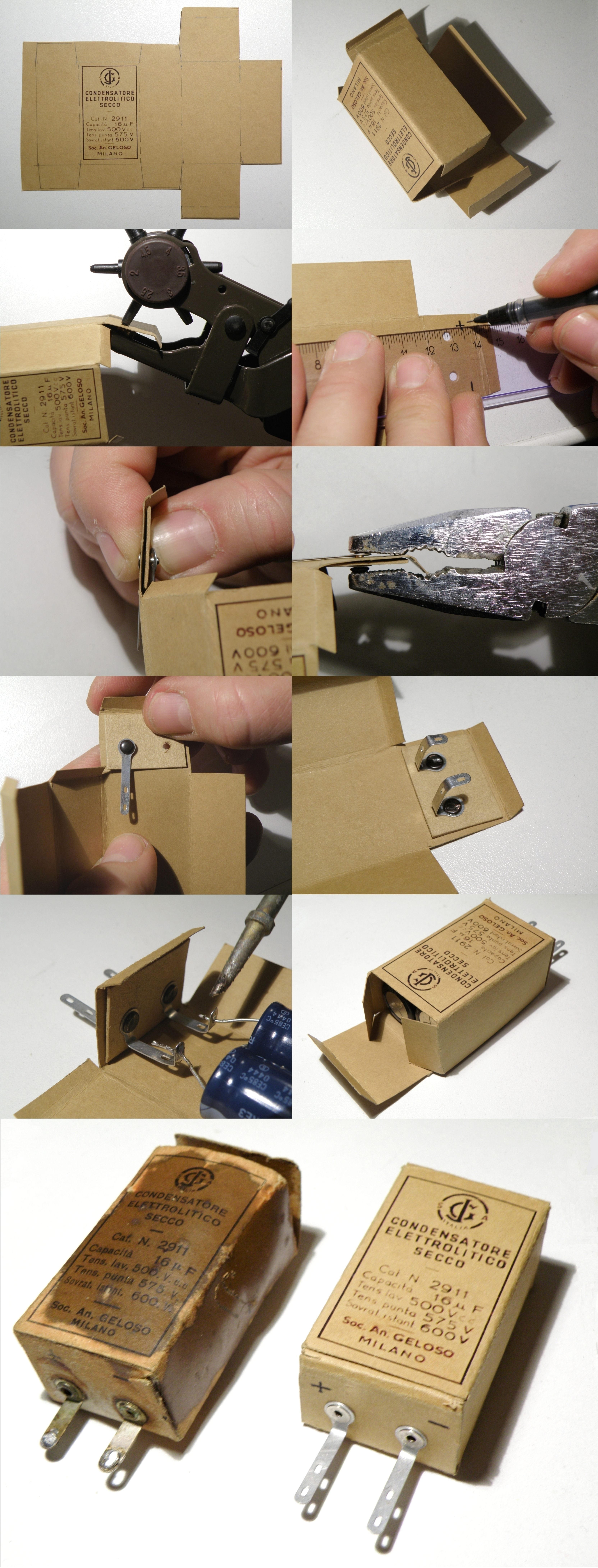
Riproduzione di condensatore a pacchetto d'epoca

Nei condensatori reali, oltre alle caratteristiche ideali si deve tenere conto di fattori come la tensione massima di funzionamento, determinata dalla rigidità dielettrica del materiale isolante, della resistenza e induttanza parassite, della risposta in frequenza e delle condizioni ambientali di funzionamento (deriva). La perdita dielettrica inoltre è la quantità di energia persa sotto forma di calore nel dielettrico non ideale. La corrente di perdita è invece la corrente che fluisce attraverso il dielettrico, che in un condensatore ideale è invece nulla.
Sono disponibili in commercio molti tipi di condensatori, con capacità che spaziano da pochi picofarad a diversi farad e tensioni di funzionamento da pochi volt fino a molti kilovolt. In generale, maggiore è la tensione e la capacità, maggiori sono le dimensioni, il peso e il costo del componente.
Il valore nominale della capacità è soggetto a una tolleranza, ovvero un margine di scostamento possibile dal valore dichiarato. La tolleranza spazia dall'1% fino al 50% dei condensatori elettrolitici.
I condensatori sono classificati in base al materiale con cui è costituito il dielettrico, con due categorie: a dielettrico solido e a ossido metallico (detti condensatori elettrolitici).
A seconda delle caratteristiche di capacità e tensione desiderate, e dell'uso che ne deve essere fatto, esistono diverse categorie di condensatori: in mylar, al tantalio, condensatori elettrolitici, ceramici, variabili in aria, diodi varicap, ecc.
In alcuni condensatori d'epoca, la capacità è indicata in centimetri anziché in farad. Questo è dovuto all'utilizzo del Sistema CGS, che prevede appunto la capacità elettrica in cm. In questo caso, la capacità di 1 cm equivale a 1,113 pF.

### Dielettrico solido
- Aria: altamente resistenti agli archi elettrici poiché l'aria ionizzata viene presto rimpiazzata. Non consentono capacità elevate. I condensatori variabili più grandi sono di questo tipo, ideale nei circuiti risonanti delle antenne.

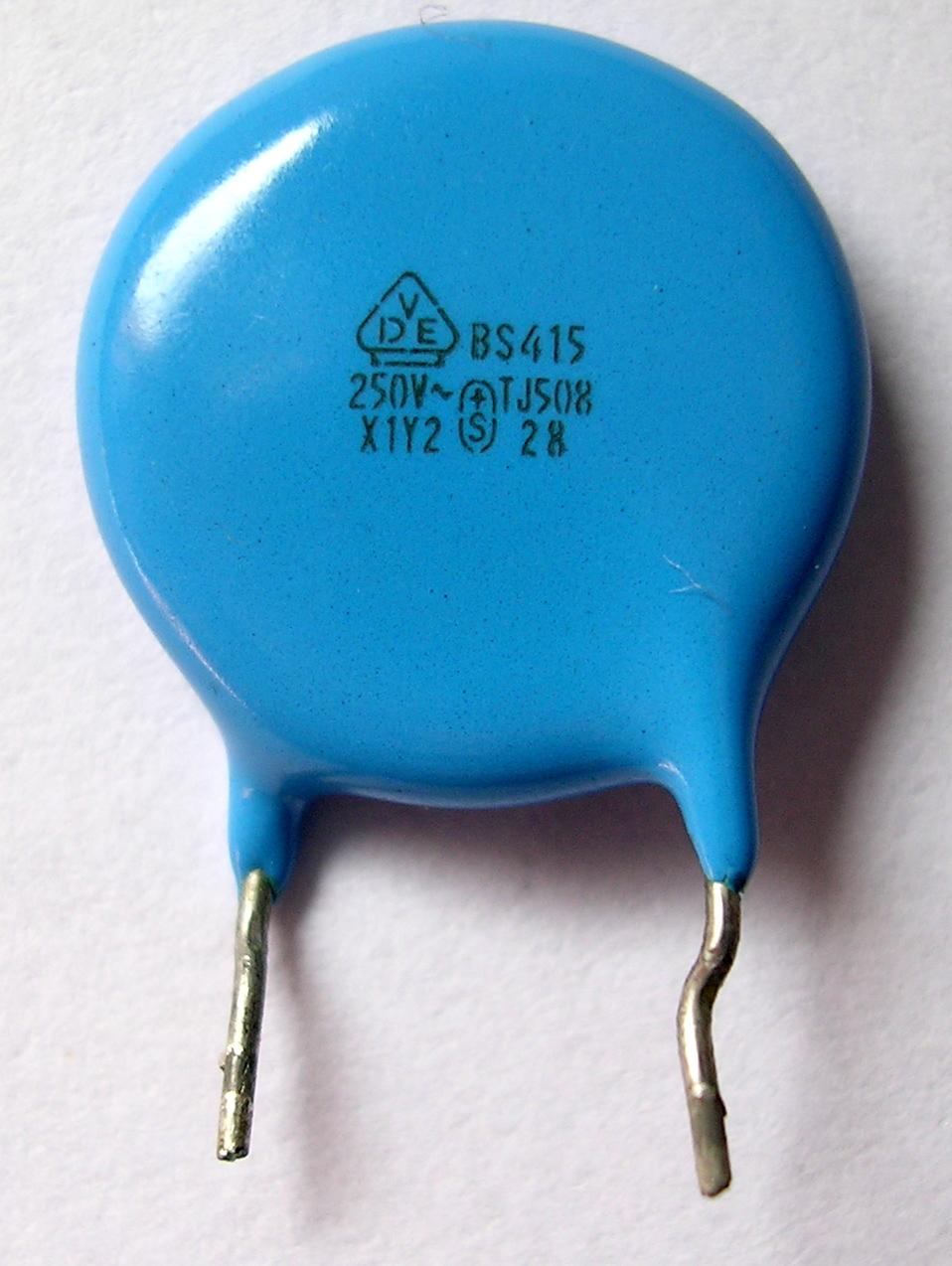
Un condensatore ceramico (di tipo radiale: reofori dallo stesso lato)

- Ceramico: a seconda del materiale ceramico usato si ha una diversa relazione temperatura-capacità e perdite dielettriche. Bassa induttanza parassita per via delle ridotte dimensioni.
  - C0G o NP0: capacità comprese tra 4,7 pF e 0,047 µF, 5%. Basse perdite, alta tolleranza e stabilità in temperatura. Usati in filtri e compensazioni di quarzi. Più grossi e costosi di altri.
  - X7R: capacità 3 300 pF - 0,33 µF, 10%. Adatto per applicazioni non critiche come accoppiamento AC. Soggetto a effetto microfono.
  - Z5U: Capacità 0,01 µF - 2,2 µF, 20%. Adatti per by-pass e accoppiamento AC. Basso prezzo e ingombro. Soggetto all'effetto microfono.

L'estrema ferroelettricità li rende pessimi condensatori per il timing
- - a chip ceramico: Accuratezza dell'1% e capacità fino a 1 μF, realizzati tipicamente in titanato di piombo-zirconio, una ceramica piezoelettrica.
- Vetro: condensatori altamente stabili e affidabili.
- Carta - molto comuni in vecchi apparati radio, sono costituiti da fogli di alluminio avvolti con carta e sigillato con cera. Capacità fino ad alcuni μF e tensione massima di centinaia di volt. Versioni con carta impregnata di olio possono avere tensioni fino a 5 000 volt e sono usati per l'avviamento di motori elettrici, rifasamento e applicazioni elettrotecniche.
- Poliestere, Mylar: usati per gestione di segnale, circuiti integratori e in sostituzione ai condensatori a carta e olio per i motori monofase. Sono economici ma hanno poca stabilità in temperatura.
- Polistirene: capacità nella gamma dei picofarad, sono particolarmente stabili e destinati al trattamento di segnali.
- Polipropilene: condensatori per segnali, a bassa perdita e resistenza alle sovratensioni.
- Politetrafluoroetilene: condensatori ad alte prestazioni, superiori agli altri condensatori plastici alle alte temperature, ma costosi.
- Mica argentata: ideali per applicazioni radio in HF e VHF (gamma inferiore), stabili e veloci, ma costosi.
- a circuito stampato: due aree conduttive sovrapposte su differenti strati di un circuito stampato costituiscono un condensatore molto stabile.

È prassi comune nell'industria riempire zone di circuito stampato non utilizzate con aree di uno strato collegate a massa e di un altro strato collegato all'alimentazione: si realizza così un condensatore distribuito e nel contempo si aumenta la superficie utile alle piste di alimentazione.

### Condensatori elettrolitici

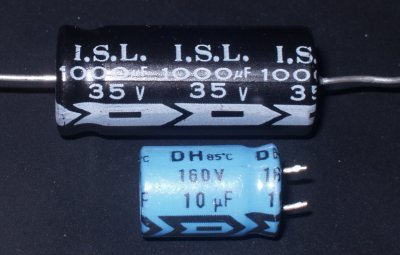
Condensatori elettrolitici ad alluminio. Quello superiore di tipo assiale da 1 000 μF massima tensione di lavoro 35 V_{dc}, quello in basso di tipo radiale da 10 μF e massima tensione di lavoro 160 V_{dc}

Nei condensatori elettrolitici l'isolamento è dovuto alla formazione e mantenimento di un sottilissimo strato di ossido metallico sulla superficie di una armatura a contatto con una soluzione chimica umida; vista l'esiguità del dielettrico, non possono sopportare tensioni molto alte.
A differenza dei condensatori comuni, la sottigliezza dello strato di ossido consente di ottenere, a parità di dimensioni, capacità molto più elevate. Per contro, occorre adottare particolari accorgimenti per conservare l'ossido stesso.
I condensatori elettrolitici più comuni si basano sulla passivazione dell'alluminio, cioè sulla comparsa di una pellicola isolante di ossido, estremamente sottile, che fa da dielettrico fra il metallo e una soluzione elettrolitica acquosa: per questo, essi hanno una polarità ben precisa che deve essere rispettata, pena il cedimento dell'isolamento e la possibilità di esplosione del condensatore.
Una causa di guasto di tali dispositivi è spesso anche il disseccamento della soluzione chimica.
Per consentire l'utilizzo dei condensatori elettrolitici in corrente alternata, si usa connettere due condensatori identici in antiserie, ovvero connessi in serie con la stessa polarità in comune (positivo con positivo o negativo con negativo), lasciando disponibili per la connessione al circuito due terminali della stessa polarità.
La capacità di un condensatore elettrolitico non è definita con precisione come avviene nei condensatori a isolante solido. Specialmente nei modelli in alluminio è frequente avere la specifica "valore minimo garantito", senza un limite massimo alla capacità. Questo non rappresenta un limite per la maggior parte delle applicazioni, come il filtraggio dell'alimentazione dopo il raddrizzamento o l'accoppiamento di segnale.
Esistono diversi tipi di condensatori elettrolitici, sempre in base al tipo di dielettrico:
- allumina: il dielettrico è uno strato di allumina. Sono disponibili con capacità da meno di 1 μF a 1 000 000 μF con tensioni di lavoro da pochi volt a centinaia di volt. Sono compatti ma con elevate perdite. Contengono una soluzione corrosiva e possono esplodere se alimentati con polarità invertita. Nel lungo periodo di tempo, tendono a seccarsi andando fuori uso e costituiscono una delle più frequenti cause di guasto in diversi tipi di apparati elettronici. Ad esempio, tanti iMac G5 prodotti tra il 2005 e il 2006 utilizzavano condensatori di questo tipo, che si guastavano a causa del calore generato dal processore.
- alluminio-polimero: a differenza di quelli elettrolitici, questi condensatori di recente ideazione sono immuni al problema dell'essiccamento, hanno un ESR molto più basso, sopportano temperature più elevate e hanno una capacità più stabile nel tempo. In compenso sono più costosi dei normali elettrolitici, hanno capacità massime leggermente più bassa e tollerano tensioni di lavoro leggermente minori.
- tantalio: rispetto ai condensatori ad alluminio hanno una capacità più stabile e accurata, minori corrente di perdita e bassa impedenza alle basse frequenze. A differenza dei primi però, i condensatori al tantalio non tollerano i picchi di sovratensione e possono danneggiarsi, a volte esplodendo violentemente, cosa che avviene anche qualora vengano alimentati con polarità invertita o superiore al limite dichiarato. La capacità arriva a circa 100 μF con basse tensioni di lavoro. Le armature del condensatore al tantalio sono differenti: Il catodo è costituito da grani di tantalio sinterizzati e il dielettrico è formato da ossido di titanio. L'anodo è invece realizzato da uno strato semi-conduttivo, depositato chimicamente, di biossido di manganese. In una versione migliorata l'ossido di manganese è rimpiazzato da uno strato di polimero conduttivo (polipirrolo) che elimina la tendenza alla combustione in caso di guasto.

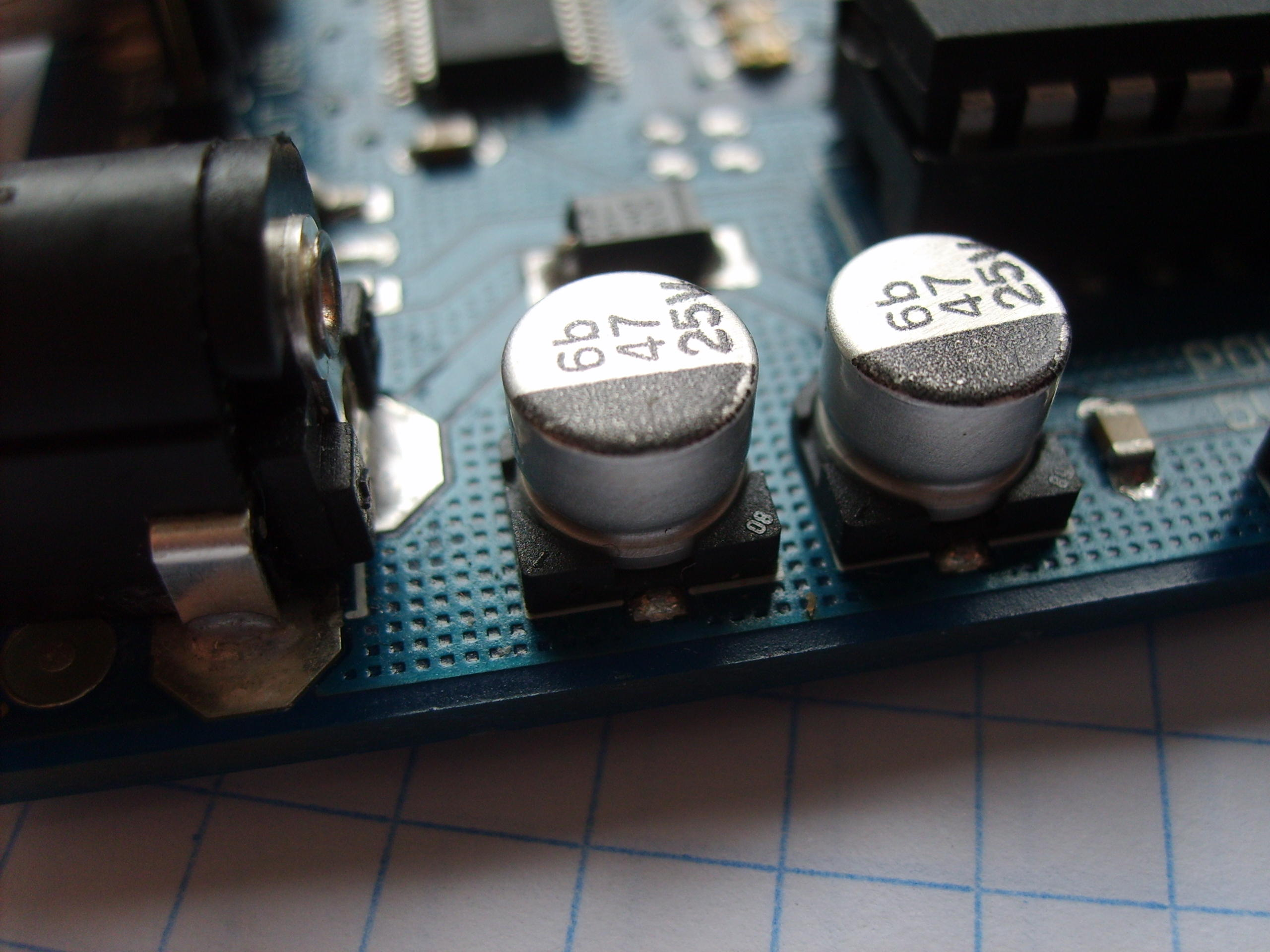
Condensatori elettrolitici ad alluminio in tecnologia a montaggio superficiale (SMT) (entrambi da 47 μF e massima tensione applicabile di 25 V_{dc})

- doppio strato. Hanno capacità di decine di farad (talvolta sono chiamati supercondensatori), ma ammettono una tensione bassa. L'alta capacità è dovuta alla superficie grande, dovuta a "batuffoli" di carbone attivo immerso in un elettrolita. La tensione di ogni "batuffolo" rimane al di sotto di un volt. La corrente scorre attraverso il carbone granulare. Questi condensatori sono in genere usati al posto delle batterie tampone, per le memorie di dispositivi elettronici.
- aerogel di carbonio: l'aerogel costituisce un elettrodo di superficie molto grande. Questo permette valori di capacità fino a migliaia di farad.

### Compensatore
Un compensatore è un condensatore la cui capacità può essere variata intenzionalmente e ripetutamente entro un intervallo caratteristico. L'applicazione tipica si ha nei circuiti di sintonia delle radio, per variare la frequenza di risonanza di un circuito RLC.
Esistono due categorie di condensatori variabili:

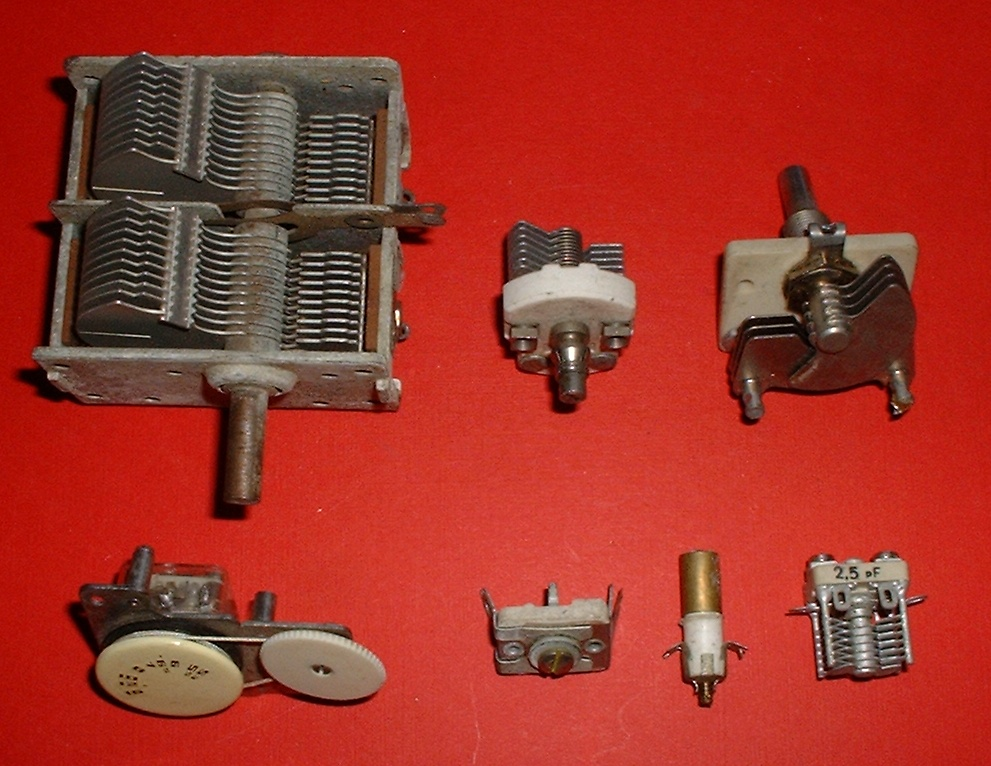
Condensatori variabili e trimmer

- quelli in cui la variazione è dovuta a cambiamento meccanico di distanza o superficie sovrapposta delle armature. Alcuni (chiamati anche condensatori di sintonia) sono usati nei circuiti radio e manovrati direttamente dall'operatore attraverso una manopola o un rinvio meccanico, altri più piccoli (detti anche trimmer o compensatori) sono montati direttamente sul circuito stampato e servono per la calibrazione fine del circuito in fabbrica, dopodiché non vengono ulteriormente alterati.

- quelli in cui la variazione di capacità è data dalla variazione di spessore della zona di svuotamento di un diodo a semiconduttore, prodotta dal variare della tensione di polarizzazione inversa. Tutti i diodi presentano questo effetto, ma alcuni, chiamati varicap, sono ottimizzati per questo scopo, con giunzioni ampie e un profilo di drogaggio volto a massimizzarne la capacità.

La variazione di capacità è sfruttata anche in alcune applicazioni per convertire un dato fisico in un segnale elettrico:
- nel microfono a condensatore una membrana che costituisce una delle armature è posta in vibrazione dai suoni, e la variazione di distanza dall'armatura fissa provoca una corrispondente variazione di capacità e quindi di tensione ai capi del condensatore.
- in applicazioni industriali alcuni sensori (trasduttori) di pressione si basano su una variazione di capacità.
- un oggetto conduttore posto di fronte a una placca metallica costituisce un condensatore. Questo principio è sfruttato nei sensori di prossimità capacitivi, in alcuni sensori di livello di liquidi in cisterne e alcune spolette di proiettili per determinare l'avvicinamento al bersaglio.

Solitamente può essere regolato da 0 pF al dato di targa; quelli più diffusi in mercato raggiungono capacità molto basse, solitamente tra i 10 pF e gli 80 pF, molto più raramente si trovano quelli con capacità intorno ai 200 pF.

### Codici identificativi
Condensatori a film:
- KC = Film/foglio di Policarbonato
- KP = Film/foglio di Polipropilene
- KS = Film/foglio di Polistirene
- KT = Film/foglio di Poliestere

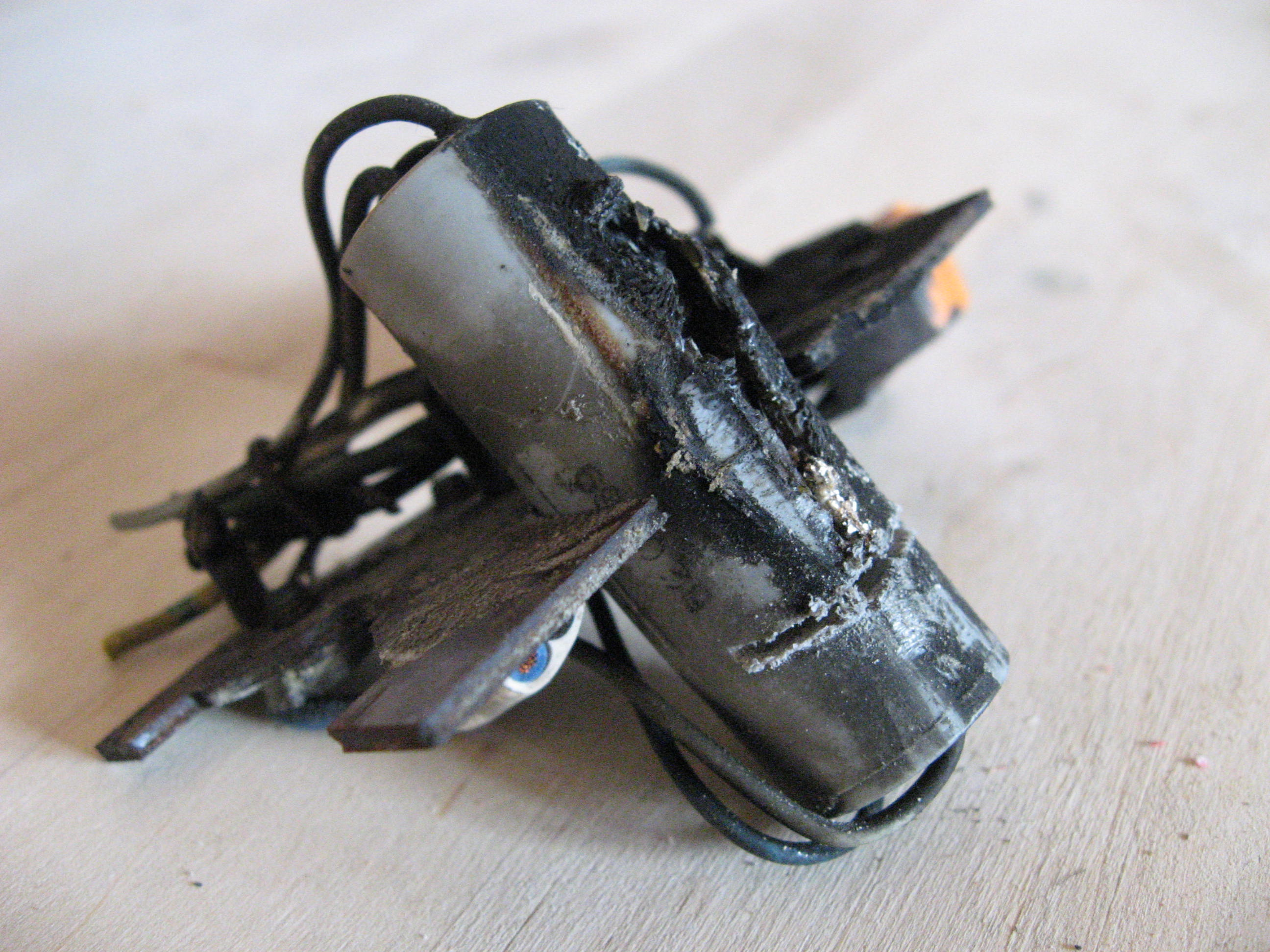
Rottura del dielettrico: quando sulle armature del condensatore si dispone una carica tale da indurre un campo elettrico superiore alla rigidità del proprio dielettrico (cioè dell'isolante), si può verificare il transito di una violenta corrente che può dar luogo a fenomeni di combustione delle pareti del condensatore.

Se il codice del tipo di componente è preceduto da una 'M', si tratta di un film/foglio metallizzato e il condensatore è molto stabile; la sua assenza (oppure una 'F' se il componente è della WIMA Tedesca) indica un foglio metallico d'interconnessione e che il componente è destinato alle alte correnti.

### Condensatori per alta e media tensione

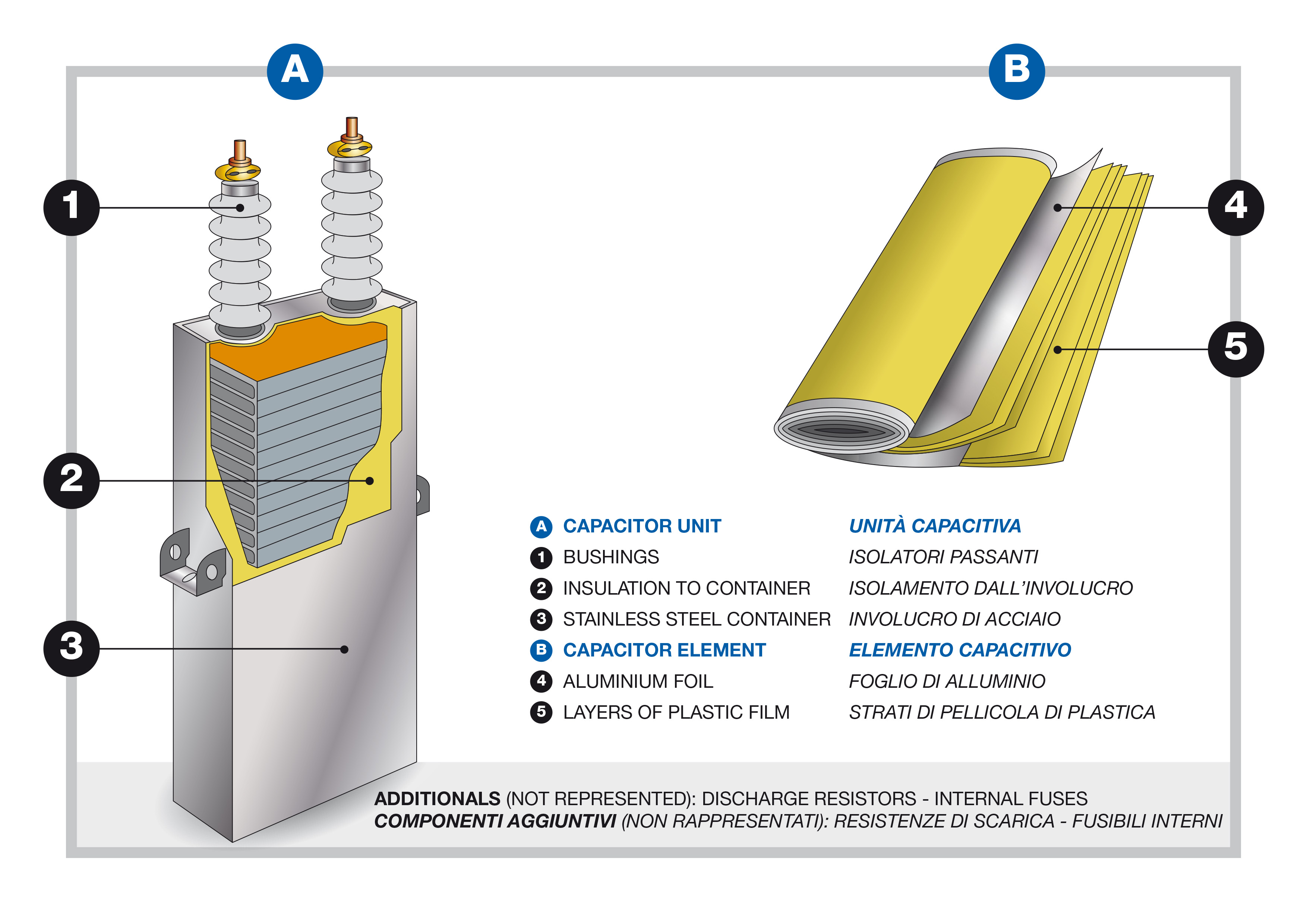
Struttura interna di un'unità capacitiva ad alta tensione.

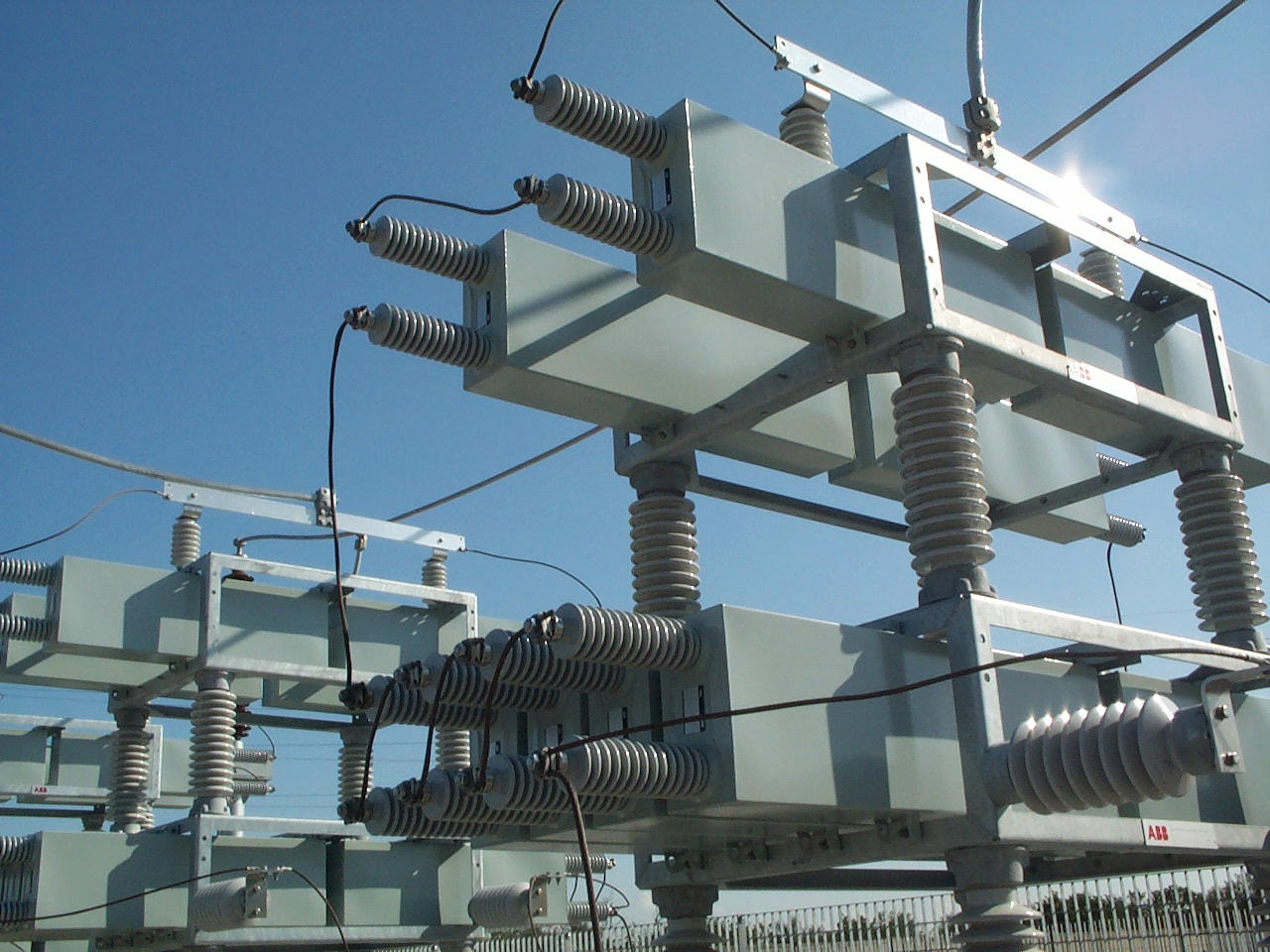
Unità capacitive montate in un banco di rifasamento ad alta tensione.

I condensatori per gli impieghi in alta (oltre i 30.000 V) e media tensione (oltre i 1000 V) sono costituiti da "unità capacitive", che vengono collegate in serie e in parallelo in modo da ottenere la reattanza capacitiva richiesta.
Le unità capacitive sono formate da "elementi capacitivi", a loro volta collegati in parallelo e in serie tra loro. L'elemento capacitivo è un pacco di sottili strati alternati di materiale conduttore (solitamente alluminio) e di isolante (solitamente polipropilene), immersi in un liquido isolante (olio minerale). Ogni pacco è dotato di un fusibile, sottile filo conduttore che interrompe il passaggio di corrente in caso di scarica tra diversi strati conduttori del pacco. L'unità capacitiva è dotata internamente di una resistenza di scarica posta tra i suoi terminali.